# Stare Miasto (Słupsk)
Stare Miasto – zwyczajowa część-osiedle miasta Słupska. Identyfikowane z obszarem zwartej zabudowy mieszkaniowej, rozciągającym się od rzeki Słupi na wschodzie do torów kolejowych (linie kolejowe 202 i 405) na zachodzie, od północy ograniczonym ulicami: Józefa Poniatowskiego i Tramwajową, a od południa ulicami: Juliana Tuwima, Deotymy, Jana Pawła II i Zamkową. Stare Miasto nie jest jednostką pomocniczą gminy miejskiej Słupsk. W Studium Uwarunkowań i Kierunków Zagospodarowania Przestrzennego Miasta Słupska zostało włączone razem z sąsiednim Podgrodziem, północną częścią Nadrzecza oraz południową częścią os. Bałtyckiego w skład I strefy polityki przestrzennej pod nazwą „Śródmieście”.
Stare Miasto obejmuje historyczne centrum miasta – faktyczne stare miasto, dawniej zamknięte murami obronnymi, z Zamkiem Książąt Pomorskich i Starym Rynku, oraz położony na zachód od niego obszar zabudowy XIX-wiecznej z reprezentacyjną Aleją Wojska Polskiego. Stare Miasto jest objęte programem rewitalizacyjnym, finansowanych w dużej mierze z funduszy Unii Europejskiej.